# Berwickshire
Il Berwickshire o contea di Berwick è una  contea di registrazione, una  area di commissione degli Scottish Borders ed un'area di luogotenenza della Scozia (Lieutenancy areas of Scotland), al confine con l'Inghilterra.
La città da cui prende il nome, Berwick-upon-Tweed, venne perduta dalla Scozia a favore dell'Inghilterra nel 1482. Nel periodo vittoriano la contea venne chiamata  Duns-shire o  Dunsshire, poiché Duns era divenuto il capoluogo della contea.

## Storia

### Contea
Berwickshire è un'antica contea scozzese e fra il 1890 ed il 1975 aveva un Consiglio di contea per scopi di politica locale. Il capoluogo, dal quale prende il nome, è Berwick-upon-Tweed, che nel 1482 era diventata inglese, divenendo parte della contea di Northumberland. L'amministrazione della contea si era quindi trasferita a Duns od a Lauder, finché Greenlaw ne divenne il capoluogo nel 1596. Nel 1890 venne nuovamente creato un consiglio di contea e il capoluogo ridivenne Duns, ove risiede ancora l'ufficio dello sceriffo di corte e dove il Consiglio dello Scottish Borders ha ancora i suoi principali uffici.
Al momento della riorganizzazione dei governi locali, avvenuta nel 1975, essa conteneva quattro burgh e quattro distretti:
- il royal burgh di Lauder
- i burgh di Coldstream, Duns ed Eyemouth
- i distretti di Berwick East, Middle e West

### Distretti
La legge del 1973 sui governi locali della Scozia, che abolì i governi locali delle contee, incorporò il suo territorio nella regione dei Borders. La regione ebbe vita dal 1975 fino al 1996 e venne divisa in distretti, uno dei quali prese il nome di Berwickshire. Il territorio del distretto di Berwickshire non coincideva però esattamente con quello dell'antica contea: il burgh di Lauder e gran parte del distretto occidentale furono inclusi nel Ettrick and Lauderdale mentre la parrocchia di Nenthorn divenne parte del distretto di Roxburgh. Il quartier generale del Consiglio del distretto di Berwickshire rimase a Duns.
Alla Camera dei Comuni del Regno Unito è rappresentata all'interno del Collegio di Berwickshire, Roxburgh and Selkirk.

## Località
Le località comprese nel Berwickshire comprendono:
Ayton, Coldingham, Coldstream, Duns, Earlston, Eyemouth, Foulden, Greenlaw, Lauder (ex sede del Commissariato di contea), Mordington, St. Abbs e Swinton.